# Nederlandermop
Een Nederlandermop is een door sommige Belgen vertelde mop over Nederlanders. De tegenhanger van de Nederlandermop is de Belgenmop. 
De meeste Nederlandermoppen komen erop neer dat Nederlanders erg gierig en arrogant zijn. Ook het rijgedrag van Nederlanders in het wegverkeer wordt wel op de hak genomen. Zo grappen Duitsers dat de afkorting 'NL' voor 'Nur Links' zou staan: Nederlanders zouden op de autosnelweg veel onnodig links rijden.
Veel Belgenmoppen en Nederlandermoppen hebben de vorm van een raadsel.
Grappen over buurlanden vertellen is overigens niet typisch voor het Nederlandstalige gebied: veel naties vertellen moppen over de bewoners van andere landen, meestal buurlanden, en niet zelden zijn het zelfs dezelfde moppen. Duitsers maken zich vrolijk over Oost-Friezen, die dom zouden zijn, Engelsen doen dat over Ieren, zuinige Schotten en Welshmen. Zwitsers maken grappen over Oostenrijkers, Spanjaarden over Portugezen, Kroaten over Slovenen, Serviërs over Albanezen, Denen over mensen van Zweedse origine. Amerikanen vertellen op hun beurt vaak moppen over de arrogante Fransen, domme of achterlijke inwoners van Canada en over mensen die uit Polen afkomstig zijn.

## Voorbeelden
- Waarom staat een Nederlander in de winter 's morgens met een ei naast de weg? 
Hij wacht tot de strooiwagen langskomt.

- Hoe krijg je twaalf Hollanders achter in een Fiat Panda? 
Door een dubbeltje op de achterbank te leggen.

- Waarom staat Manneken Pis in België en niet in Nederland? 
In Nederland hebben ze al zeikerds genoeg.

- Weet je wie het koperdraad uitgevonden heeft?
Twee Hollanders die om een cent vochten.

- Hoe zijn de Grotten van Han ontstaan?
Een Hollander was een gulden kwijt.

- Hoe kan een Belg zien dat er ergens een Nederlander woont?
Het wc-papier hangt buiten te drogen.

- Waarom kreunt een Nederlander als hij klaarkomt?
Omdat het uit zijn eigen zak moet komen.

- Waarom maken Nederlanders zoveel Belgenmoppen? 
Die zijn goedkoop.

- Hoe vang je een Nederlander?
Wacht tot hij gaat drinken... en doe de wc-bril naar beneden!

Ook in Duitsland bestaan grappen over de vermeende zuinigheid van Nederlanders. Het volgende voorbeeld is afkomstig uit Duitsland:
- IKEA heeft besloten alle Nederlandse vestigingen te sluiten. 
De gratis potloodjes werden ze te duur.